# 班森级驱逐舰
班森級驅逐艦（英語：Benson class destroyer）是美國海軍在二次大戰以前以及進行中建造的驅逐艦級，改採鍋爐和輪機室交錯配置方式提高生存力。前六艘在1938會計年度交由伯利恆鋼鐵廠建造，後來1941年又追加24艘，這些船是太平洋戰爭初期美軍驅逐艦的主力。戰爭中損失4艘，戰後仍繼續服役一段時間，部份艦艇並授予中華民國海軍繼續使用。

## 背景及設計
本級為辛姆斯級的改良型，為了避免發生被一顆魚雷剛好打中動力系統時造成完全喪失動力的風險，本級採用奧馬哈級輕巡洋艦類似的配置，兩個鍋爐室分得很開，因此恢復兩根煙囪構型。
和本級同時期的格里維斯級艦體設計幾乎一樣，但格里維斯級是交由 Gibbs & Cox 設計，使用通用的輪機系統，而本級使用伯利恆鋼鐵廠獨家的輪機系統，兩級的差異可從煙囪看出來，本級煙囪剖面比較方正，格里維斯級則是圓的。

## 武裝及性能
本級的主砲和魚雷武器和前幾級是相同的，雖比先前的魚雷方面簡化，但主砲多一座並且都是砲塔式，因此重心過高問題並未完全解決，1942年後主砲減為4門，然而因為空出部份加裝防空武器，因此無法認為有多少改善。魚雷從四聯裝改為五連裝，有部份艦艇在大西洋服役時拆除魚雷管加強反潛武器，但轉移到太平洋戰場時又把魚雷管裝回來了。

## 歷史
本級的第二批是1941年度預算建造的，雖然當時已經有更先進的佛萊契爾級驅逐艦，但是為了備戰，需要短期建造大量艦艇，因此本級仍然增加生產。
本級損失艦：
- DD-426 蘭斯代爾號 (1944年遭德國空軍擊沉)
- DD-459 拉菲號 (瓜達康納爾海戰中遭到擊沉)
- DD-599 巴頓號 (瓜達康納爾海戰中遭到擊沉)

另外 DD-603 梅菲號 和輪船 SS Bulkoil 相撞，艦艏部份被撞沉，但本艦仍搶救成功並改建，服役到1972年。

## 同級艦
- DD-421 班森號：本艦級首艦，於1954年撥交中華民國海軍並改名為「洛陽」號（DD-14），最後於1974年退役，並於1975年拆解變賣。「洛陽」號（DDG-914）艦名由艾倫·M·桑拿級的DD-746 陶西格號（英语：USS Taussig (DD-746)）繼承。
- DD-427 希拉里·P·瓊斯號（英语：USS Hilary P. Jones (DD-427)）：與班森號一併於1954年撥交中華民國海軍並改名為「漢陽」號（DD-15），最後於1974年退役並於同年拆解變賣。「漢陽」號（DDG-915）艦名由基靈級的DD-833 赫伯特·J·湯馬斯號（英语：USS Herbert J. Thomas (DD-833)）繼承。